# Michel Platini
Michel Platini (Jœuf, 1955. június 21. –) Európa-bajnok francia labdarúgó, edző, sportdiplomata, az UEFA elnöke (2007–2015).

## Életpályája
Pályafutása során 680 hivatalos mérkőzésen játszott és ezeken 368 gólt lőtt.

Tagja volt annak a francia válogatottnak, amelyik megnyerte az 1984-es Európa-bajnokságot, valamint ő lett a legjobb és a legtöbb gólt szerző játékos is.
Részt vett az 1978-as, 1982-es, és az 1986-os világbajnokságon is.
Platini, Alain Giresse, Luis Fernández és Jean Tigana alkották a "carré magique"-et (mágikus négyes), a legendás középpályássort, akik a francia válogatott szíve voltak az 1980-as évek alatt.

A válogatottban 72 mérkőzésen 41 gólt szerzett.

### A kezdetek
Olasz származású vendéglős családjának második gyermekeként született.
Aldo Platini, korábbi profi labdarúgó fia.

A fiatal Platini az utcákon élezte tehetségét, már ekkor nagyon jól bánt a labdával.

1966. szeptember 10-én csatlakozott a helyi klubhoz, az AS Jœuf-hoz.

## A FIFA 2015 – 2016 évi botrányában
Platinit 2016 februárjában – Sepp Blatterrel együtt – minden sporttevékenységtől 6 évre eltiltották. A nemzetközi sportdöntőbíróság az eltiltást 4 évre módosította.

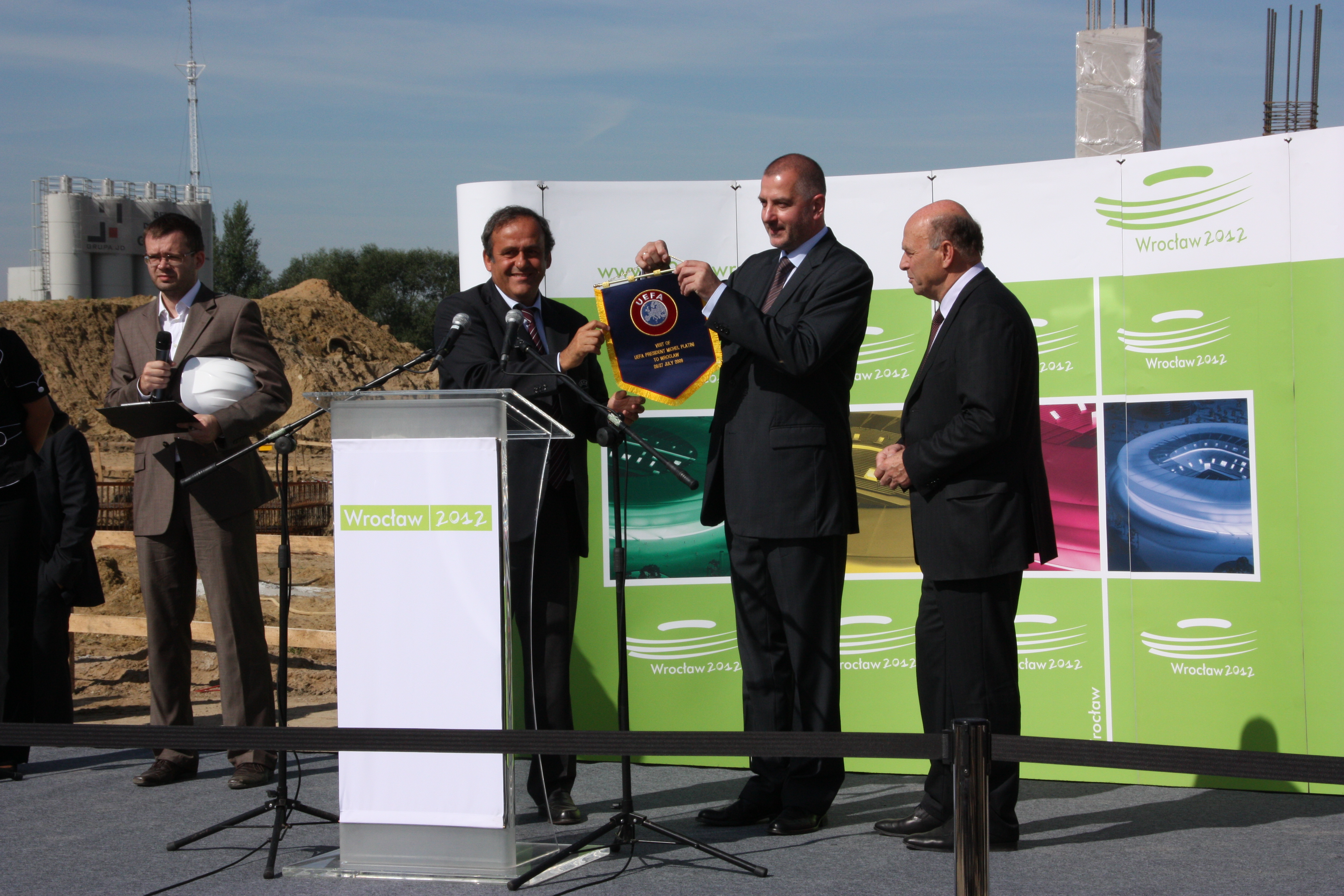
Michel Platini, Rafał Dutkiewicz, Grzegorz Lato (Wrocław, 2009).

## Legnagyobb sikerei
1, 1975 – Mediterrán labdarúgó játékok ezüstérmese,
2, 72–szeres válogatott labdarúgó,
3, 1979–87 között 50 alkalommal a francia válogatott csapatkapitánya,
4, 1976–87 között a francia válogatottban a legtöbb gólt érte el (41), ezzel rekorder,
5, 1984 – Labdarúgó Európa-bajnok a francia válogatottal
6, 1984 – az Európa-bajnokság gólkirálya 5 mérkőzésen 9 gól ez rekord,
7, 1984 – az Európa–bajnokság gólkirálya, ezért a torna aranycipőse,
8, 1984 – az Európa–bajnokság legjobb játékosa, ezért a torna aranylabdása,
9, 1985 – Interkontinentális kupagyőztes a Francia válogatottal,
10, 1986 – Világbajnoki bronzérmes a mexikói labdarúgó világbajnokságon,
11, 1985 – Bajnokcsapatotok Európa-kupája győztes,
12, 1985 – Bajnokcsapatotok Európa-kupája gólkirály 7 góllal,
13, 1984 – Kupagyőztesek Európa-kupája /KEK/ győztese,
14, 1985 – Világkupa–győztes /Toyota–kupa/
15, 1985 – a Toyota Világkupa Döntőn a mérkőzés legjobb játékosának választják meg,
16, 1984 – Európa Szuper Kupa–győztes,
17, 1984, 1986 – Olasz labdarúgó bajnok,
18, 1983 – Olasz kupa-győztes,
19, 1983 – Klubvilágbajnokság–győztese /Mundialito des Club/ Milánóban,
20, 1983 – Klubvilágbajnokság legjobb játékosává választják Milánóban,
21, 1983, 1984, 1985- olasz bajnokság gólkirálya /16, 18, 20 góllal/,
22, 1981 – francia labdarúgó-bajnok,
23, 1978 – francia kupagyőztes,
24, 1983, 1984, 1985 – Európa Aranylabdása,
25, 1977, 1980 – Európa harmadik legjobb játékosaként, Európai Bronzlabdás,
26, 1983, 1984, 1985 – Onze Mondial díjazottja és szerinte Európa Legjobb labdarúgója,
27, 1976, 1977 – év játékosa Franciaországban,
28, 1976 – sportakadémiai medállal jutalmazzák,
29, 1977 – Guy Wildenstein Akadémia Sport–díj ,
30, 1984 – Henri Deutsch de la Akadémiai Sport–díj,
31, 1977 – Alain Danet Akadémiai Sport–díj,
32, 1984 – Olaszország legjobb labdarúgója,
33, 1984, 1985 – világ legjobb labdarúgójának választják meg,
34, 1983, 1984, 1985 – Chevron–díj
35, 1987 – Angol szövetség centenáriumi mérkőzésének legjobb játékosává választják meg,
36, 1991 – a WORLD SOCCER szerint az év edzője díj nyertese a földkerekségen,
37, 1991 – Európában is megválasztják az év edzőjének,
38, 2003 – Artemio Franchi – díjban részesítik,
39, 1985 – Francia Becsületrendet vesz át Mitterand Köztársasági Elnöktől,
40, 2000 – minden idők legjobb Juventus játékosává választják meg,
41, 2000 – minden idők legjobb francia labdarúgóvá választják meg,
42, 1977, 1982 – második legtöbb gólt lövi a francia bajnokságban,
43, 2000 – a Labdarúgás családjának szavazásán 6. legjobb játékosnak szavazzák be,
44, 2001 – minden idők legjobb labdarúgója szavazáson 8.-nak választják be,
45, 1999 – a század legjobb francia labdarúgója,
46, 1978, 1982, 1986 – három alkalommal szerepel a labdarúgó-világbajnokságokon,
47, 1982, 1987 – szerepel az Európa-válogatott és a világválogatottban is,
48, 1998 – bekerül a Labdarúgók Halhatatlanok Klubjába,
49, 2011 – az Olasz labdarúgás Hírességeinek csarnokába választják,
50, 2011 – Giacinto Facchetti – elismerésben részesül,
51, 1998 – ASS Nancy futball Klub Alelnöke,
52, 2000 – A Francia Labdarúgó Szövetség Alelnöke,
53, 2007 – az UEFA Elnöke,
54, 2007 – a FIFA Alelnöke.